# Natasha Morrison
Natasha Morrison (Saint Catherine, 17 de novembro de 1992) é uma atleta jamaicana, campeã olímpica.
Nos Jogos Olímpicos de Verão de 2020, conquistou a medalha de ouro na prova de revezamento 4x100 metros feminino com o tempo de 41.02 segundos, ao lado de Briana Williams, Remona Burchell, Elaine Thompson-Herah, Shelly-Ann Fraser-Pryce e Shericka Jackson. Ela também teve o mesmo desempenho no Campeonato Mundial de Atletismo de 2015 e de 2019.